# O tjom govorjat muzjtjiny
O tjom govorjat muzjtjiny (russisk: О чём говорят мужчины) er en russisk spillefilm fra 2010 af Dmitrij Djatjenko.

## Medvirkende
- Leonid Baratz – Ljosja
- Aleksandr Demidov – Sasja
- Kamil Larin – Kamil
- Rostislav Khait – Slava